# Шевченко Кирило Євгенович
Кири́ло Євге́нович Шевче́нко (нар. 25 жовтня 1972, Тула, РСФСР, СРСР) — український банкір, голова Національного банку України (2020—2022). Член РНБО з 17 серпня 2020 року до 25 жовтня 2022 року. Голова Державної іпотечної установи (2006—2009), голова правління Терра Банку (2010—2011), в.о. голови правління Укргазбанку (2014), голова правління Укргазбанку з 2015 до 2020 року; у жовтні 2022 року подав у відставку і виїхав з України.

## Життєпис
У 1994 отримав диплом Харківського державного економічного університету за спеціальністю «Бухгалтерський облік та аналіз господарської діяльності» також має диплом магістра зі спеціальності «Екологія» Національного педагогічного університету імені М. П. Драгоманова.
З вересня 1987 по серпень 1989 — ремонтник на шахті ім. Ілліча, м. Стаханов (сучасна назва — Кадіївка), Луганська область.
У банківській сфері з 1994. Український кредитний банк (зараз — А-Банк) — в. о. начальника сектора залучення кредитних ресурсів[коли?].
З березня 1995 по вересень 1995 року — провідний економіст сектору кредитних ресурсів кредитного відділу Акціонерного поштово-пенсійного банку «Аваль».
З жовтня 1995 по грудень 2006 — в банку «Фінанси і Кредит» — пройшов шлях від начальника відділу нормативів до першого заступника голови правління банку.
З грудня 2006 року по травень 2009 року очолював Державну іпотечну установу.
З травня 2009 по вересень 2009 — радник Прем'єр-міністра України Юлії Тимошенко.
З вересня 2009 по квітень 2010 року — перший заступник голови правління Укргазбанку.
З 2010 разом зі своїм бізнес-партнером, першим заступником міністра фінансів в уряді Миколи Азарова Вадимом Копиловим купує Терра Банк (нині ліквідований).
З 14 квітня 2010 по 11 квітня 2011 — голова правління Терра Банку.
З 28 квітня 2011 по 6 квітня 2012 — член Наглядової ради Терра Банку. У 2012 році партнери продали фінансову установу структурам Руслана Циплакова — близького друга одного з синів Януковича.
З травня 2012 по серпень 2014 — радник голови правління Ощадбанку.
З жовтня 2014 — перший заступник голови правління, в.о. голови правління Укргазбанку.
З 28 травня 2015 по 15 липня 2020 — голова правління Укргазбанку.
У 2017 разом з Міністром екології та природних ресурсів України Остапом Семераком презентували першу в Україні екологічно чисту платіжну картку, повністю вироблену з біосировини. «Зелені» картки АБ «Укргазбанк» вироблені з качанів кукурудзи та цукрової тростини. У користуванні картка не відрізняється від традиційних аналогів, а після закінчення терміну дії розкладається упродовж двох років, не завдаючи шкоди довкіллю. Виробник нових платіжних карток — німецька компанія Giesecke & Devrient, яка випускає продукцію у сфері безпечних та інноваційних платежів.

### Діяльність на посаді голови НБУ
16 липня 2020 Верховна Рада призначила Кирила Шевченка головою Національного банку України.
Член Національної інвестиційної ради (з 14 серпня 2020).
Підпис Шевченка є на банкнотах четвертого покоління 20, 50, 100, 200, 500 та 1000 гривень (2021); пам'ятних банкнотах номіналами 20, 50, 100, 200, 500 та 1000 гривень, присвячених 30-річчю Незалежності України (2021); пам'ятній банкноті номіналом 500 гривень до 300-річчя від дня народження Григорія Сковороди (2021).
Одразу після свого призначення Кирило Шевченко призначив головою офісу правління НБУ Олександра Анатолійовича Присяжнюка. Протягом перших місяців роботи в банку пройшли масштабні кадрові зміни, змінили майже все керівництво, першим — керівництво департаменту безпеки.
22 липня 2020 року заступником голови НБУ був призначений колишній заступник міністра фінансів Юрій Гелетій, замість Олега Чурія, чиї повноваження сплинули в червні того ж року.
У той же час були звільнені заступники голови НБУ Сергій Холод і Роман Борисенко, а протягом серпня-вересня 2020 року звільнили голову юридичного департаменту НБУ Олега Заморського, директора департаменту комунікацій Наталю Бондаренко, директора департаменту персоналу НБУ Ольгу Прохоренко, директора департаменту відкритих ринків Сергія Пономаренка, директора департаменту фінансового моніторингу Ігоря Березу, начальника управління фінансових та операційних ризиків Надію Мешенко.
Для останніх двох членів правління провели перерозподіл повноважень 21 жовтня 2020 року. Велика частина повноважень була передана від Катерини Рожкової до голови НБУ Кирила Шевченка після того як 2 жовтня 2020 року Рада НБУ оголосила догану членам правління НБУ Катерині Рожковій і Дмитру Сологубу за коментарі для преси. МВФ розкритикував це рішення, і тому 11 грудня 2020 у голови НБУ зменшили кількість повноважень.
У 2020 році відкрито справу про держзраду проти Катерини Рожкової (в організації цієї справи ЗМІ звинуватили Кирила Шевченка), а проти Дмитра Сологуба розпочали внутрішнє розслідування за порушення робочого розпорядку на підставі даних внутрішнього відеоспостереження НБУ. ЗМІ звинуватили голову НБУ в умисному оприлюдненні даних внутрішнього відеоспостереження НБУ (що є режимним об'єктом) з метою дискредитувати Дмитра Сологуба.
У 2020 році в період коронакризи Національний банк України розпочав використання нетрадиційних монетарних інструментів, які надали додаткову допомогу банківській системі та кредитуванню у найскладніший період кризи та на початковому етапі економічного відновлення. Після повернення економіки до відновлення в 2021 році НБУ розпочав поступове згортання цих механізмів.
Під головуванням Шевченка НБУ не змінив монетарну політику та продовжив її курс на балансування між реакцією на інфляцію та відновленням економіки.
25 січня 2021 року в НБУ підписано кредитну угоду між Міністерством фінансів України, Міжнародною фінансовою корпорацією (International Finance Corporation, IFC) та АБ «Укргазбанк» щодо надання позики у розмірі 30 млн євро з можливістю подальшої конвертації кредитних коштів у статутний капітал банку.
З 1 квітня 2021 року запроваджено новий пруденційний норматив NSFR, який стимулюватиме банки до залучення більш стабільних та довгострокових джерел фондування.
16 квітня 2021 року під керівництвом Шевченка Національний банк розпочав співпрацю з Міжнародною фінансовою корпорацією IFC над розвитком «зеленого фінансування».
13 липня 2021 року новим заступником голови Національного банку замість Дмитра Сологуба, за поданням Кирила Шевченка був призначений Сергій Ніколайчук, який очолив блок «Монетарна стабільність».
У 2021 році НБУ розробив нову інституційну стратегію Національного банку до 2025 року з фокусом на активізацію економічного зростання та цифровізацію. Завдяки монетарній політиці НБУ у 2021 році, коли багато країн світу протидіяли інфляції, в Україні вдалося розвернути інфляційний тренд на зниження. Після піку у вересні 2021 року, коли показник був 11 %, вже у грудні 2021 року вона знизилася до 10 % і продовжила зниження. У серпні 2021 році ЗВР досягли рекордного рівня. Національний банк завершив 2021 рік з позитивним сальдо валютних інтервенцій в обсязі 2,4 млрд дол. США, що дало змогу наростити міжнародні резерви до 31 млрд дол. США (тобто на 6 %), а також завершити рік із рекордним прибутком у 77,5 млрд грн.
У січні 2022 року, на фоні новин про можливе вторгнення РФ в Україну, НБУ проводив збалансовану політику валютних інтервенцій, завдяки чому вдалося протидіяти девальвації, яка почалась через психологічний фактор, і стабілізувати курс гривні.
НБУ під керівництвом Шевченка забезпечив безперебійну роботу фінансової системи у період початку повномасштабної війни. 24 лютого 2022 року, на початку російського вторгнення, НБУ зафіксував курс долара та запровадив валютні обмеження та обмеження на зняття готівки, щоб запобігти відпливу капіталу. Серед інших найважливіших рішень НБУ стала фіксація ключової ставки й обмінного курсу, підтримка банківських відділень та банкоматів готівкою, взаємодія з центральними банками інших країн щодо обміну готівкової гривні біженців, бланкове рефінансування, ослаблення банківських регуляцій, підвищення облікової ставки з 10 до 25 %, не допущення більш масштабного знецінення гривні, збереження міжнародних резервів на рівні понад 25 млрд доларів та втримання інфляції на нижчому рівні, в порівнянні з деякими країнами Східної Європи.
В дипломатичній площині було проведено переговори з МВФ з приводу нової програми та виділення двох траншів Rapid Financing, що дало змогу профінансувати дефіцит бюджету.
На думку першого заступника голови Комітету Верховної Ради України з питань фінансів, податкової та митної політики, народного депутата України Ярослава Железняка, НБУ за часів керівництва Шевченком виявився одним з небагатьох державних органів влади, які були найліпше підготовлені до війни і найбільш ефективно впоралися зі своїм завданням.

## Відставка
4 жовтня 2022 року подав у відставку з посади голови НБУ, причиною вказав проблеми зі здоров'ям. За словами Шевченка, на нього тиснули. Однією з причин могло стати бажання керівника Офісу Президента Андрія Єрмака змінити виконавчого директора Ощадбанку. Крім того, НБУ відхилив чотири кандидатури членів правління Ощадбанку. Також конфронтація відбулася через згортання дешевих кредитів рефінансування для банків строком до п'яти років, що було головним заходом з підтримки економіки за умов коронакризи. НБУ відхилив вимогу ОП та уряду знизити облікову ставку для спрощення запуску дешевого кредитування, в тому числі, для інвестицій у «Велике будівництво».
Окрім того, в ОП були незадоволені конфліктом Шевченка з першою заступницею голови НБУ Катериною Рожковою, а також його рішенням залишити за нею лише технічні функції. Голову ОП також не влаштовувало отримання Україною лише одного з п'яти запланованих траншів за антикризовою програмою Stand By від МВФ.

### Підозра від НАБУ та САП
6 жовтня 2022 року НАБУ та САП повідомили про підозру у протизаконних діях Шевченку та ще чотирьом особам в період його керівництва «Укргазбанком», яка призвела до збитків у сумі понад 206 млн грн. За даними слідства, впродовж 2014—2019 років, посадовці «Укргазбанку» укладали фіктивні договори із фізичними та юридичними особами, які були посередниками у залученні коштів великого бізнесу та державних установ і підприємств на користь «Укргазбанку» та отримували кошти за надання «посередницьких» послуг.
24 жовтня 2022 року НАБУ оголосило Шевченка в розшук. 25 жовтня Шевченко повідомив, що перебуває на консульському обліку в країні ЄС та офіційно повідомив НАБУ та САП про своє фактичне місцезнаходження. Також він звернувся до посольства з проханням надати приміщення для організації відеозв'язку на час проведення допиту. Окремо Шевченко виказав думку, що оголошення його в розшук — зайве підтвердження заангажованості та політизованості слідства та закликав НАБУ забезпечити відкритість, прозорість і неупередженість процесу. Досудове розслідування станом на кінець жовтня 2022 триває.
6 лютого 2024 року, за повідомленням австрійського видання Der Standard, австрійські суди відхилили запит української влади про екстрадицію Кирила Шевченка.

## Нагороди
- «Людина року 2017» у номінації «Фінансист року»[58].
- FINANCIAL CLUB AWARDS від ІА «Фінансовий клуб» у номінації «Представники органів влади» за результатами дослідження «Фінансове визнання» (2021)[59].

## Критика
У травні 2021 року в виданні The Page опублікували журналістське розслідування, в якому провину за виведення з Терра Банку 40 млн доларів в австрійський банк Meinl поклали на Кирила Шевченка. На думку розслідувачів, Кирило Шевченко формально залишив посаду в Терра Банку, але на практиці зберігав над ним контроль упродовж усього процесу виведення коштів.
У червні 2021 року Інформнапалм звинуватила Кирила Шевченка в тому, що у 2016 році він нібито побував в Російській Федерації через Мінськ.
У 2022 році організація Український національний союз виступила із вимогою звільнення Кирила Шевченко з посади у зв'язку з підозрою у корупції та зв'язках з росією.

## Родина
Одружений, виховує доньку.